# Kent Greves
Kent Greves est un joueur de volley-ball canadien né le 29 avril 1968. Il mesure 1,90 m et jouait passeur.

## Clubs
| Club                   | Pays     | De        | À         |
| ---------------------- | -------- | --------- | --------- |
| Lennik                 | Belgique | 1992-1993 | 1992-1993 |
| Équipe du Canada       | Canada   | 1993-1994 | 1993-1994 |
| Montpellier UC (joker) | France   | 1993-1994 | 1993-1994 |
| Noliko Maaseik         | Belgique | 1995-1996 | 1996-1997 |
| Paris SG-Asnières      | France   | 1997-1998 | 1997-1998 |
| Paris Volley           | France   | 1998-1999 | 2002-2003 |

## Palmarès
- National
  - Championnat de France : 2000, 2001, 2002, 2003
  - Coupe de France : 1999, 2000, 2001

- Européen
  - Ligue des champions : 2001
  - Coupe des Coupes : 2000
  - Supercoupe d'Europe : 2000